# Nikolai Platoschkin

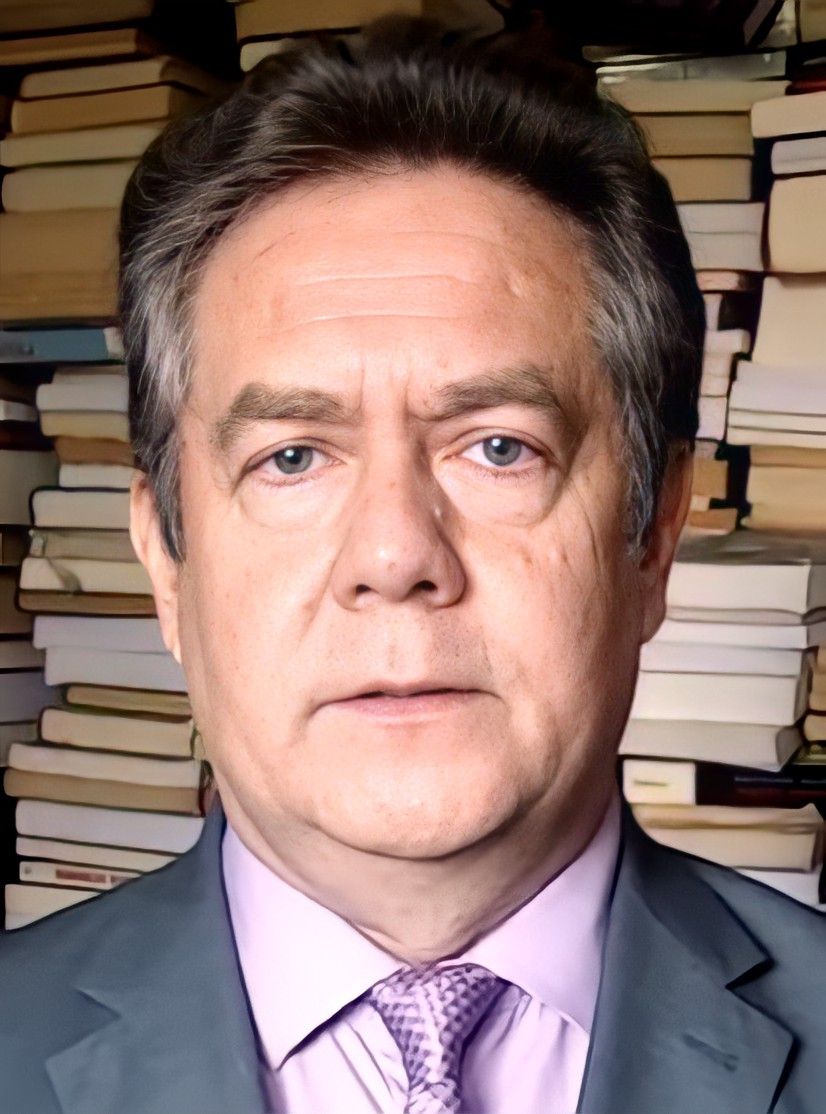
Nikolai Platoschkin, 2020

Nikolai Nikolajewitsch Platoschkin, russisch Николай Николаевич Плато́шкин (* 19. Oktober 1965 in Mescherino, Rayon Stupino, Oblast Moskau) ist ein russischer, einst sowjetischer Diplomat, Politikwissenschaftler und promovierter Historiker. Er ist ein Vertreter der linken Opposition in Russland.

## Werdegang
Nach seinem Abschluss der Fakultät für Internationale Beziehungen und einem weiteren Abschluss für diplomatisches Führungspersonal arbeitete er zwischen 1987 und 2006 an diplomatischen Vertretungen in Deutschland und den USA. Platoschkin ist Professor und Leiter der Abteilung für internationale Beziehungen und Diplomatie der Moskauer Universität für Geisteswissenschaften. Er übersetzte mehrere Monographien und trat im Fernsehen als Experte für Politik auf.

## Politische Aktivität
Platoschkin gründete im Januar 2019 die Bewegung Für einen neuen Sozialismus (За новый социализм), die er noch anführt. Zur Wahl der Moskauer Stadtduma nicht zugelassen, unterstützte er einen Kandidaten der Kommunistischen Partei, für die er auch seinerseits bei der Wahl zur Staatsduma der Russischen Föderation am 19. Juni 2019 in der Region Chabarowsk antrat.
Nachdem Platoschkin am 2. Juni 2020 angekündigt hatte, für die Wahl zum Präsidenten der Russischen Föderation 2024 kandidieren zu wollen, wurde er nach einer Hausdurchsuchung am 4. Juni unter Hausarrest gestellt. Am 30. November 2020 wurde Anklage gegen Platoschkin erhoben. Am 19. Mai 2021 wurde er wegen gezielter Werbung zu Unruhen zu fünf Jahren auf Bewährung verurteilt. Gleichzeitig wurde ihm auf zehn Jahre das Recht entzogen, bei Wahlen zu kandidieren.